# Cancer (Huesca)
Cancer es un despoblado de la Ribagorza que se abandonó al quedar anegado por las aguas del embalse de Barasona o de Joaquín Costa. El lugar se encuentra dentro del término municipal de Graus.

## Toponimia
Existe la teoría de que el origen etimológico provendría del latín Campu Circu que significaría "campo circular".

## Historia
La primera cita documental del pueblo es del año 1153, apareciendo posteriormente en época moderna como feudo de los Bardaxí de Graus.
Contó con un ayuntamiento propio desde el 1834 hasta el 1845, cuando se integró dentro del de Barasona y posteriormente al de Graus en el 1920.
Hacia mediados del siglo XIX, el lugar, por entonces con ayuntamiento propio, tenía contabilizada una población de 18 habitantes. Aparece descrito en el quinto volumen del Diccionario geográfico-estadístico-histórico de España y sus posesiones de Ultramar de Pascual Madoz de la siguiente manera:

CANCER: l. con ayunt. en la prov. de Huesca (9 leg.), part. jud. y adm. de rent. de Benabarre (2), aud. terr. y c. g. de Zaragoza (18), dióc. de Barbastro (3): sit. á la inmediacion del r. Esera sobre un montecito; es combatido principalmente por los vientos del N. y O. que hacen su clima frio, pero saludable: tiene 3 casas y una capilla dedicada á San Miguel Arcangel, en la que tambien se venera el cuerpo del Apóstol san Bernabé, colocado en una arquilla, cuyas llaves están en poder del que era Señor del pueblo; esta igl. es aneja de la parr. de Pueyo de Marguillen, cuyo cura la sirve: los vec. se surten para beber y demas usos domésticos de las aguas de una fuente que brota cerca de las casas, y de otras varias que lo hacen en el térm., el cual confina por N. con el de Barasona (1/4 de leg.); por E. con el de Aguinaliu (1); por S. y por O. con el de Pueyo de Marguillen (1/2). El terreno es de mediana calidad, con algun viñedo y plantado de árboles frutales; aunque pasa por él el espresado r. Esera, no le presta beneficio alguno, y las pocas tierras que se fertilizan lo deben á las fuentes de que se ha hecho mérito: los caminos son locales y se hallan en mal estado: el correo se recibe de Benabarre. prod.: vino, trigo con escasez, algunas legumbres y frutas, y algo de seda; cria ganado lanar y caza de perdices. ind. y comercio: uno y otro se reduce á la esportacion del vino que sobra, é importacion de los art. que faltan. pobl.: 3 vec., 18 alm. contr.: 956 rs. 19 mrs.
(Madoz, 1846, p. 436)

## Demografía
| 29 | 22 | 23 | 0 | 0 | 0 | 0 | 0 | 0 | 0 | 0 |
| (Fuente: Laglera, Cristian (2021). Despoblados de Huesca. Ribagorza-Litera Tomo 1. Huesca: Editorial Pirineo.) |    |    |   |   |   |   |   |   |   |   |

## Patrimonio
- Iglesia de San Martín, templo románico del siglo XIII pero que ha sufrido considerables reformas barrocas. Consta de una sola nave con un ábside semicircular y con una capilla lateral en el muro suroeste construida entre los siglos XVI e XVII.[4] La nave se cubre con una bóveda de cañón apuntado y el ábside con cuarto de esfera mientas que la capilla se cubre con medio cañón.[5]